# エーリッヒ・ミールケ
エーリッヒ・フリッツ・エミール・ミールケ（Erich Fritz Emil Mielke、1907年12月28日 - 2000年5月21日）は、ドイツ民主共和国（東ドイツ）の政治家。秘密警察･諜報機関を管轄する国家保安大臣を長年に亘って務めた（1957年10月31日 - 1989年11月3日）。最終階級は上級大将。

## 来歴・人物

### 共産党員
ベルリン生まれ。両親は1918年に設立されたドイツ共産党の設立メンバーだった。ミールケ自身は1921年にドイツ青年共産団に入団した。
小売業の徒弟をする傍ら1925年にはドイツ共産党に入党し、党機関紙『赤旗 (Rote Fahne) 』の記者として働き始めた。同時期にドイツ共産党の私兵集団である「赤色戦線戦士同盟(Roter Frontkämpferbund)」にも加入している。これはナチ党の突撃隊に相当するドイツ共産党の警備部隊である。
1931年、ベルリンでデモ行進時に2人の警察官を殺害し、ベルギーに逃亡。更にソビエト連邦に亡命した。ここでミールケは高く評価され、コミンテルン学校に入校した。
1936年、ミールケは「フリッツ・ライスナー」の偽名で内戦中のスペインに国際旅団の一員として派遣された。大尉として旅団を指揮する一方、政治将校として部隊内の反スターリン主義者粛清に従事した。フランコ軍の勝利後、他の国際旅団の義勇兵と共にドイツ系ラトビア人「リヒャルト・ヘーベル」としてフランスやベルギーに潜伏し、第二次世界大戦中にフランスがドイツに降伏した後はレジスタンスに協力し、逮捕されラトビア人として強制労働に従事していたとも言われる。ただし、第二次世界大戦前後のミールケの足跡には謎が多く、フランスでレジスタンス運動に協力などはしておらず、ドイツ国内で偽名を使って潜伏していたとの説もある。

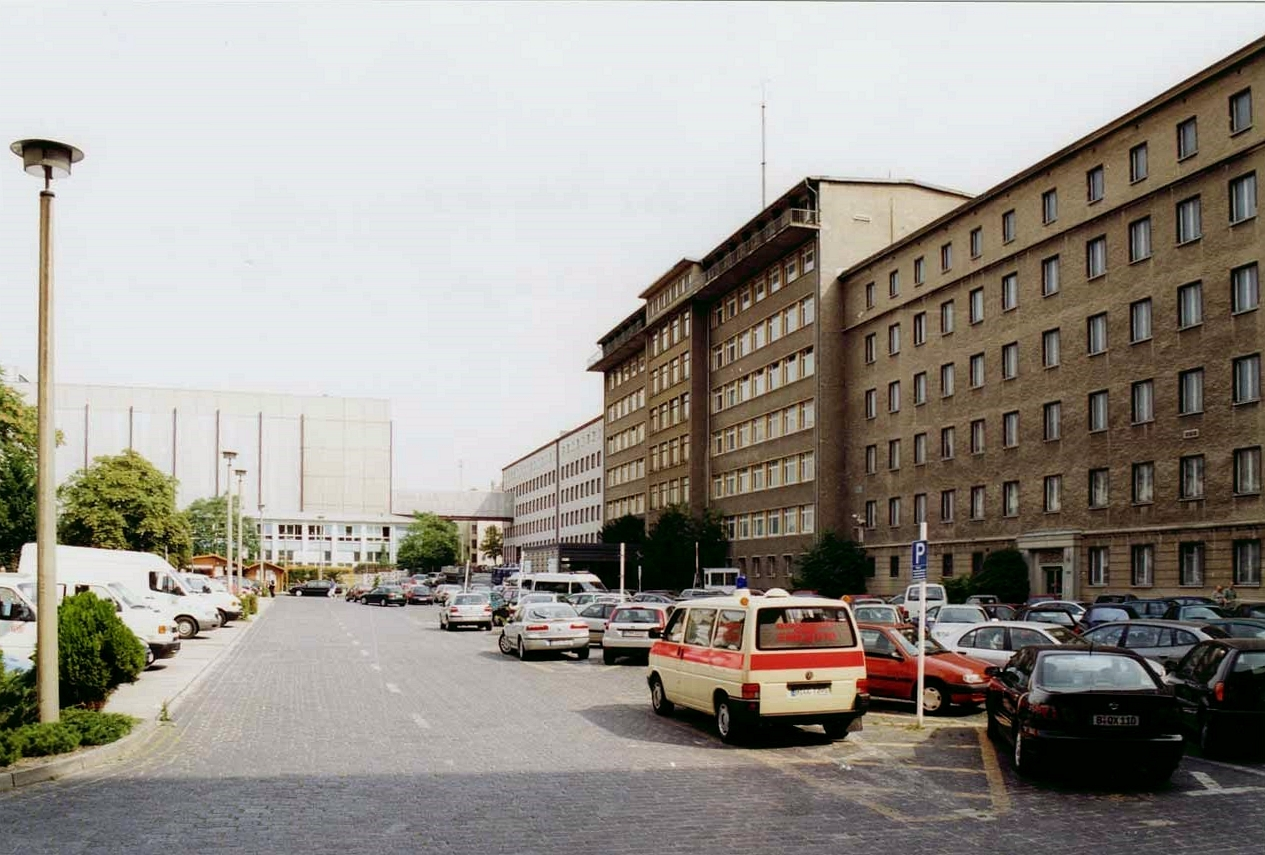
ベルリンに残るシュタージ本部（右側）

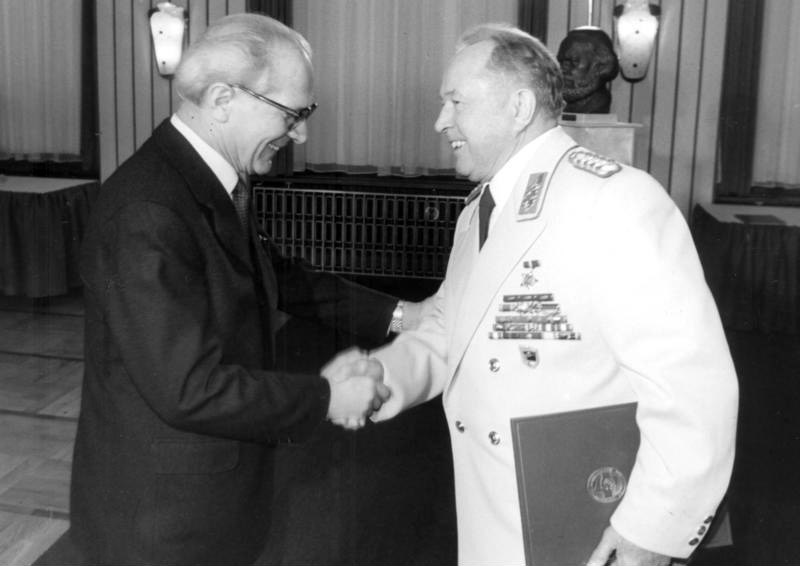
シュタージ創設30周年を祝うミールケ（右）とホーネッカー（1980年2月8日）

### 恐怖のマスター

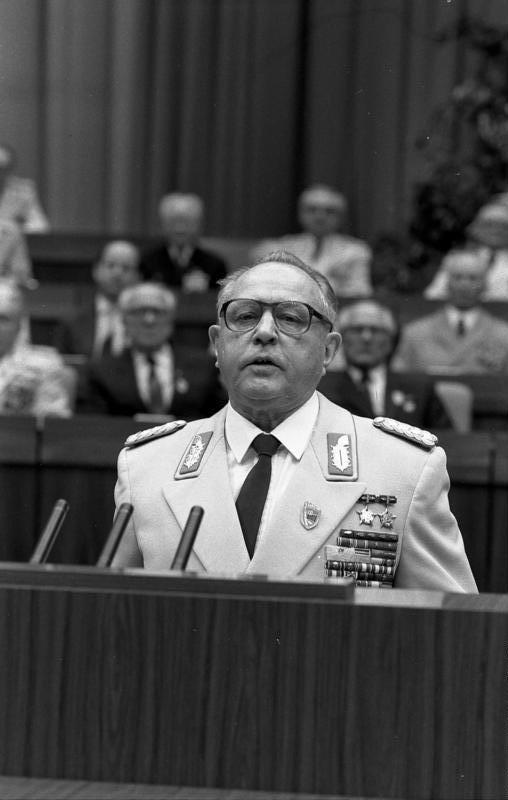
シュタージ創設35周年記念大会で祝賀演説をするミールケ（1985年2月6日、共和国宮殿にて）

1940年にモスクワに逃れる。終戦後の1945年に焦土と化したドイツに帰国、ソビエト占領軍当局に協力し、共産党（のちにドイツ社会主義統一党＝SED）の中央委員会警察・司法担当委員となる。
1948年に結婚。1949年のドイツ民主共和国建国の翌年2月に創設された国家保安省（Ministeriums für Staatssicherheit、略称シュタージ Stasi）で次官として中枢的な人物として活動し、同年党中央委員会に入る。
1957年にシュタージ長官だったエルンスト・ヴォルヴェーバー(Ernst Wollweber)がヴァルター・ウルブリヒト書記長により更迭され、ミールケがその後任となった。彼の指導下で、就任時の職員1万4千人だったシュタージは、1989年には正規職員9万1千人、非公式協力者17万3千人の巨大組織に成長、彼には「恐怖のマスター」というあだ名が付けられた。特に彼の命令により、東ドイツの国境警備隊は、ベルリンの壁や東西ドイツの国境線を越えて西側に亡命しようとする者に対して発砲した。
1971年、ウルブリヒト書記長が高齢と健康を理由に辞任し、エーリッヒ・ホーネッカーと交代した。ホーネッカーはミールケをドイツ社会主義統一党政治局員候補にした。1976年に正式に政治局員となる。また1960年から1989年まで国防委員会委員を務め、1980年には上級大将に昇進。1958年からは人民議会議員も兼ねた。
1954年に祖国功労勲章金メダル、カール・マルクス勲章受章5回。労働者英雄の称号を2度、ドイツ民主共和国英雄の称号を2度受章。熱狂的なスポーツ・ファンでもあり、内務省スポーツ部「ディナモ」に長年君臨しSCディナモ・ベルリンを強力に支援し、さまざまなスポーツ団体の総裁も務めた。

### 没落
しかし東欧革命のさなかの1989年に東ドイツの体制は動揺し、11月7日のヴィリー・シュトフ内閣の退陣と共にミールケも大臣を辞任。翌日他の全てのメンバーと共に政治局員も辞任した。政治的延命と組織防衛を図るため11月13日に人民議会で登壇し、今までの態度を一変させて「Ich liebe doch alle（私は万人を愛している）」と演説したが、嘲笑を以て迎えられた。この際、既にシュタージの資料を廃棄する命令を出していた。
11月17日には人民議会議員の資格を剥奪され、12月3日にはSED（同時に民主社会党＝PDSと改称）から追放された。12月7日には汚職罪で逮捕され、かつて君臨したシュタージの拘置所に収容された。
ドイツ再統一後の1992年、亡命者の射殺命令に対して、彼はホーネッカーと共に法廷で裁かれることとなった。しかし、高齢と病気を理由に責任を免れた。1993年10月26日、ミールケは6年の刑を言い渡されたが、罪状は1931年の2人の警察官の殺害に対するものであった。1995年8月1日に釈放され、年金生活に入った。ミールケは、レジスタンス参加者、ナチズムの犠牲者として、1,000マルクの年金を受け取ることができたが、シュタージ時代に蓄えた38万マルクの銀行口座は凍結が解除されなかった。

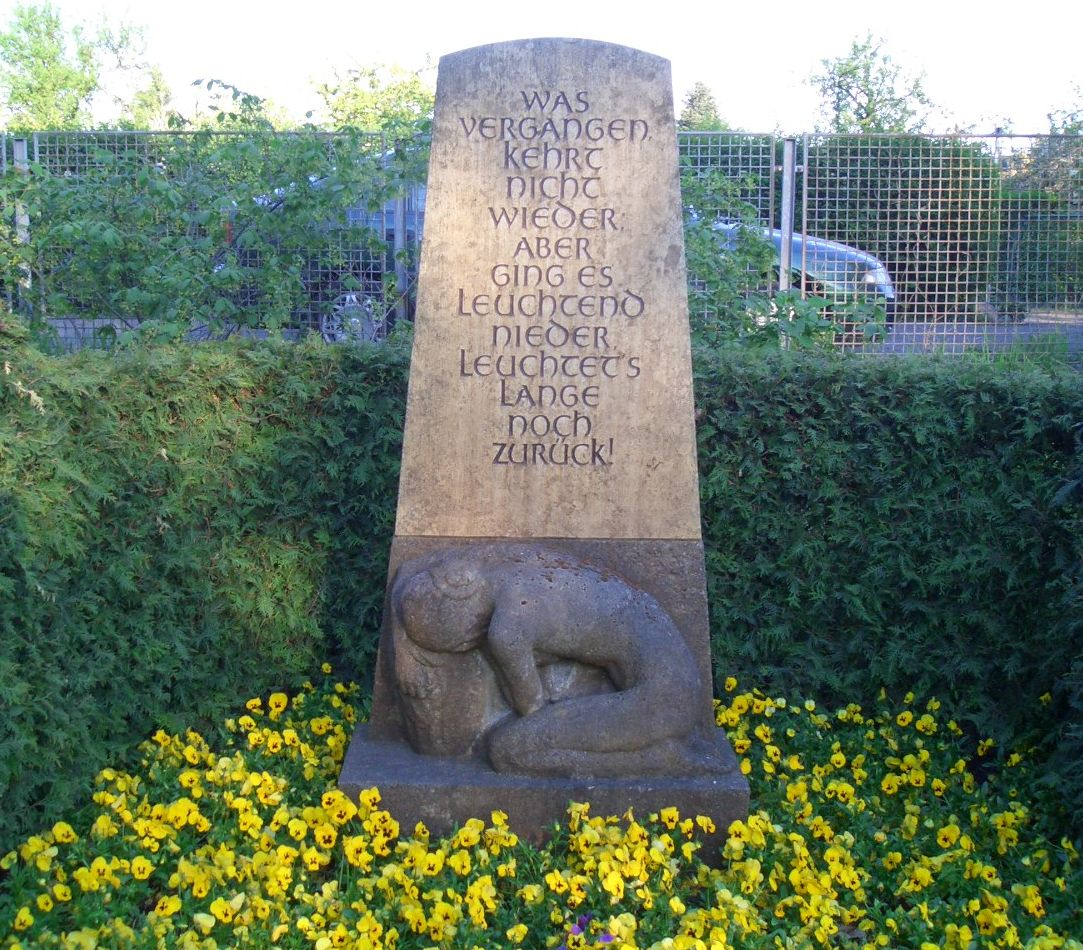
ミールケが眠る墓地にある石碑（ミールケ個人の墓碑ではない）

2000年5月、ミールケは老人ホームで死去し、本人の遺言により6月10日に社会主義者が葬られているベルリンのフリードリッヒスフェルデ中央墓地に埋葬された。墓が荒らされる恐れがあるため、墓碑などは一切存在しない。

## 文献
- 秦郁彦（編）『世界諸国の組織・制度・人事 1840―2000』東京大学出版会、2001年　ISBN 978-4130301220
- 関根伸一郎（著）『ドイツの秘密情報機関』講談社、1995年　ISBN 978-4061492677
- 河合純枝（著）『地下のベルリン』文藝春秋、1998年　ISBN 978-4163540801
- アナ・ファインダー（著）伊達淳（訳）船橋洋一（解説）『監視国家』白水社、2005年　ISBN 978-4560049730
- T・ガートン・アッシュ（著）今枝麻子（訳）『ファイル』みすず書房、2002年　ISBN 978-4622048633
- 桑原草子（著）『シュタージの犯罪』中央公論社、1993年　ISBN 978-4120022326